# Ley Foraker
La Ley Foraker, nombrada así por el senador de Ohio Joseph B. Foraker, también conocida como Ley Orgánica de 1900, fue la norma judicial aprobada por el Congreso de los Estados Unidos para organizar el gobierno civil de Puerto Rico.
La Ley Foraker estuvo vigente hasta 1917, cuando fue reemplazada por la Ley Jones-Shafroth o Ley Jones. Entre el 18 de octubre de 1898 y el 1 de mayo de 1900 existía un gobernador militar, nombrado por el presidente de los Estados Unidos.
La Ley establecía un gobierno civil dividido en tres poderes: el poder ejecutivo, el poder legislativo y el poder judicial. El poder ejecutivo estaba a cargo de un Gobernador, nombrado por 4 años por el presidente de los EE. UU., previa consulta al Senado. El Gobernador era asistido por un Consejo Ejecutivo, designado de la misma manera e igual periodo que el gobernador y compuesto por 11 personas, de los cuales 5 debían ser puertorriqueños. El poder legislativo quedaba organizado en una Asamblea Legislativa compuesta por el Consejo Ejecutivo y una Cámara de Delegados, compuesta por 35 miembros electos directamente por los electores capacitados cada 2 años (art. 27 Ley Foraker). El poder judicial se componía de una Corte Suprema y Tribunales de Distrito. Se creó la Corte de Distrito de los Estados Unidos para Puerto Rico y se estableció el recurso de apelación ante la Corte Suprema de Estados Unidos. Por último, la Ley fijaba que los puertorriqueños elegirían, cada dos años y por sufragio popular, un Comisionado Residente, sin derecho a votar, ante la Cámara de Representantes de los EE. UU.
La Ley creó la ciudadanía puertorriqueña y nacionalidad estadounidense de los puertorriqueños (la Ley Jones extendió la ciudadanía estadounidense a todos los puertorriqueños en 1917). Se declararon como idiomas cooficiales el español y el inglés. Todas las leyes federales tendrían vigencia en Puerto Rico. Si bien la Asamblea Legislativa tenía plenos poderes y derechos de discutir y aprobar la legislación que se aplica internamente en Puerto Rico, todos los proyectos promulgados debían ser remitidos al Congreso de los Estados Unidos, quien ... se reserva la facultad de anularla si lo tuviere por conveniente (art. 31 Ley Foraker). Además, se permitió el divorcio vincular y se estableció el matrimonio civil. 
En lo económico, se establecía un arancel sobre todos los productos que no provengan de los EE. UU. y el intercambio comercial entre Puerto Rico y los EE. UU. quedaba regulado por una tasa arancelaria del 15 %. Se establecía una marina mercante. El dólar estadounidense pasó a ser la moneda de curso legal y se estableció un canje forzoso con respecto a la moneda anterior.